# Висец
Висец — река в России, протекает в Воскресенском районе Нижегородской области. Устье реки находится в 46 км по правому берегу реки Люнда. Длина реки составляет 18 км, площадь водосборного бассейна 70,4 км².
Исток реки находится в заболоченном лесу около озера Светлое в 33 км к югу от посёлка Воскресенское. Река течёт на северо-восток, протекает деревни Бовырино, Люнда и Осиновка. Чуть ниже последней впадает в реку Люнду.

## Данные водного реестра
По данным государственного водного реестра России относится к Верхневолжскому бассейновому округу, водохозяйственный участок реки — Ветлуга от города Ветлуга и до устья, речной подбассейн реки — Волга от впадения Оки до Куйбышевского водохранилища (без бассейна Суры). Речной бассейн реки — (Верхняя) Волга до Куйбышевского водохранилища (без бассейна Оки).
Код объекта в государственном водном реестре — 08010400212110000043793.